# Brymela acuminata
Brymela acuminata är en bladmossart som beskrevs av William Russell Buck 1987. Brymela acuminata ingår i släktet Brymela och familjen Hookeriaceae. Inga underarter finns listade i Catalogue of Life.